# Zwischen Liebe und Zorn
Zwischen Liebe und Zorn ist ein Lied der Klaus Renft Combo, das 1972 auf Schallplatte veröffentlicht wurde. Komponiert wurde der Song von Peter „Cäsar“ Gläser. Der Text stammt von Gerulf Pannach. 

## Geschichte
Die Klaus Renft-Combo (später auch: Renft) hatte Pannach Ende der 1960er Jahre als Texter gewonnen. Anfang der 1970er Jahre war die Kulturpolitik der DDR nach der Ernennung Erich Honeckers zum SED-Generalsekretär vergleichsweise tolerant. Pannach schrieb in dieser Zeit mehrere obrigkeitskritische Texte. Der Titel wurde von Amiga produziert. Er erschien 1972 als B-Seite einer Single sowie als zweites Stück auf der vierten hallo-Schallplatte. Auf der ersten Langspielplatte der Klaus Renft Combo, die 1973 erschien, ist das Stück nicht enthalten. Pannach & Kunert spielten das Lied um 1977 nach ihrem Weggang aus der DDR mit Gitarren- und Klavierbegleitung. Nach der Wende erschien der Song auf zahlreichen Kompilationen und Live-Alben der Klaus Renft Combo. 

## Beschreibung
Die Klaus Renft Combo bestand zum Zeitpunkt der Aufnahme aus Peter Gläser (Gesang, Gitarre), Klaus Renft (Bass), Thomas Schoppe (Gesang, Gitarre), Pjotr Kschentz (Gitarre, Querflöte, Saxophon), Christian Kunert (Keyboard), Gerulf Pannach und Jochen Hohl (Schlagzeug). Sänger war Thomas Schoppe, der den Titel bis heute auf Konzerten singt. 
Zwischen Liebe und Zorn dauert in der Originalversion 4 Minuten und 35 Sekunden. Der Rocksong ist in Moll komponiert. Auf je vier gleichförmige Zeilen folgt ein Gitarrenriff mit Querflötenbegleitung. Nach dem zweiten Riff wird der Refrain deutlich höher und intensiver gesungen. Nach einer weiteren Strophe folgt ein längeres Solo von E-Gitarre und Orgel, ein weiteres Mal der Refrain, eine weitere Strophe wie am Anfang und ein kurzes Querflötensolo. Den Schluss bilden zwei wiederholte Strophen und die kurze Coda. 
Der hohe Gesangspart im Refrain wurde durch Whole Lotta Love von Led Zeppelin inspiriert.
Der Text bezieht sich auf Theorie und Praxis einer Revolution bzw. des Sozialismus. Fast unverhohlen wird den (einheimischen) Machthabern vorgeworfen, von Revolution nur zu sprechen, sie aber nicht zu praktizieren. Der Geist der Pariser Commune von 1871 wird als vorbildlich dargestellt. 

„Revolution ist das Morgen schon im Heute, ist kein Bett und kein Thron für den Arsch zufried’ner Leute.“

## Ausgaben (Auswahl)

### Single
- 1972: Cäsars Blues / Zwischen Liebe und Zorn (Amiga)

### Alben
- 1972: Zwischen Liebe und Zorn auf hallo Nr. 4 (Amiga)

## Sonstiges
2009 wurde die Ausstellung „Von Liebe und Zorn. Jungsein in der Diktatur“ als Wanderausstellung konzipiert. Die Erstpräsentation der Ausstellung fand im Thüringer Landtag in Erfurt statt. Seither war sie in verschiedenen deutschen Städten zu sehen und hatte 150.000 Besucher (Stand September 2013). Bei der Ausstellung 2013 in Nordhausen trat Christian Kunert auf.

## Versionen anderer Künstler
Die Gruppe Wucan spielte das Lied 2022 für ihr Album Heretic Tongues ein.